# Arne Brustad
Arne Brustad (Oslo, 14 de abril de 1912 – Oslo, 22 de agosto de 1987) foi um jogador de futebol norueguês. Ele é considerado um dos melhores jogadores da história do país em todos os tempos.

## Carreira

### Lyn Oslo
Jogou por um único clube em toda a sua carreira: o Lyn entre 1930 e 1948, ganhando a Copa da Noruega em 1945 e 1946.

### Carreira Internacional
Brustad era um ponta-esquerda que jogou 33 partidas pela Noruega, tendo marcado 17 gols. Fez sua estréia internacional pela seleção em 1935, sendo um dos destaques do "Time de Bronze da Noruega ", que disputou os Jogos Olímpicos de 1936, em Berlim, tendo marcado cinco gols em quatro jogos, incluindo os três gols na vitória de 3-2 contra a Polónia, na disputa pela medalha de bronze.
Brustad também fez parte da seleção norueguesa na Copa do Mundo de 1938. A Noruega foi eliminada na primeira rodada pela atual campeã Itália, por um placar de 2-1, após prorrogação (curiosamente, exatamente como acontecera dois anos antes, em Berlim, quando os italianos eliminaram os noruegueses na semifinal olímpica, pelo mesmo placar e nas mesmas circunstâncias, acabando com o sonho do ouro). Brustad marcou o primeiro gol norueguês na história das copas (e único naquela copa), pouco antes do fim do tempo normal; marcaria também um segundo alguns minutos mais tarde, mas esse tento foi polemicamente anulado por impedimento.
Mais tarde, naquele mesmo ano, foi convocado para o "Resto da Europa XI", uma seleção de jogadores europeus que enfrentou a Inglaterra em Wembley.
O uniforme da seleção européia de 1938, bem como suas medalhas e troféus estão em exposição no Museu do Futebol no Estádio Ullevaal.